# Zorzines caesiopennis
Zorzines caesiopennis är en fjärilsart som beskrevs av Inoue 1982. Zorzines caesiopennis ingår i släktet Zorzines och familjen nattflyn. Inga underarter finns listade i Catalogue of Life.